# Ussèl (municipi de Corresa)
Ussel (francès) o Ussèl (occità) és un municipi francès al departament de la Corresa, a la regió de la Nova Aquitània.

## Història

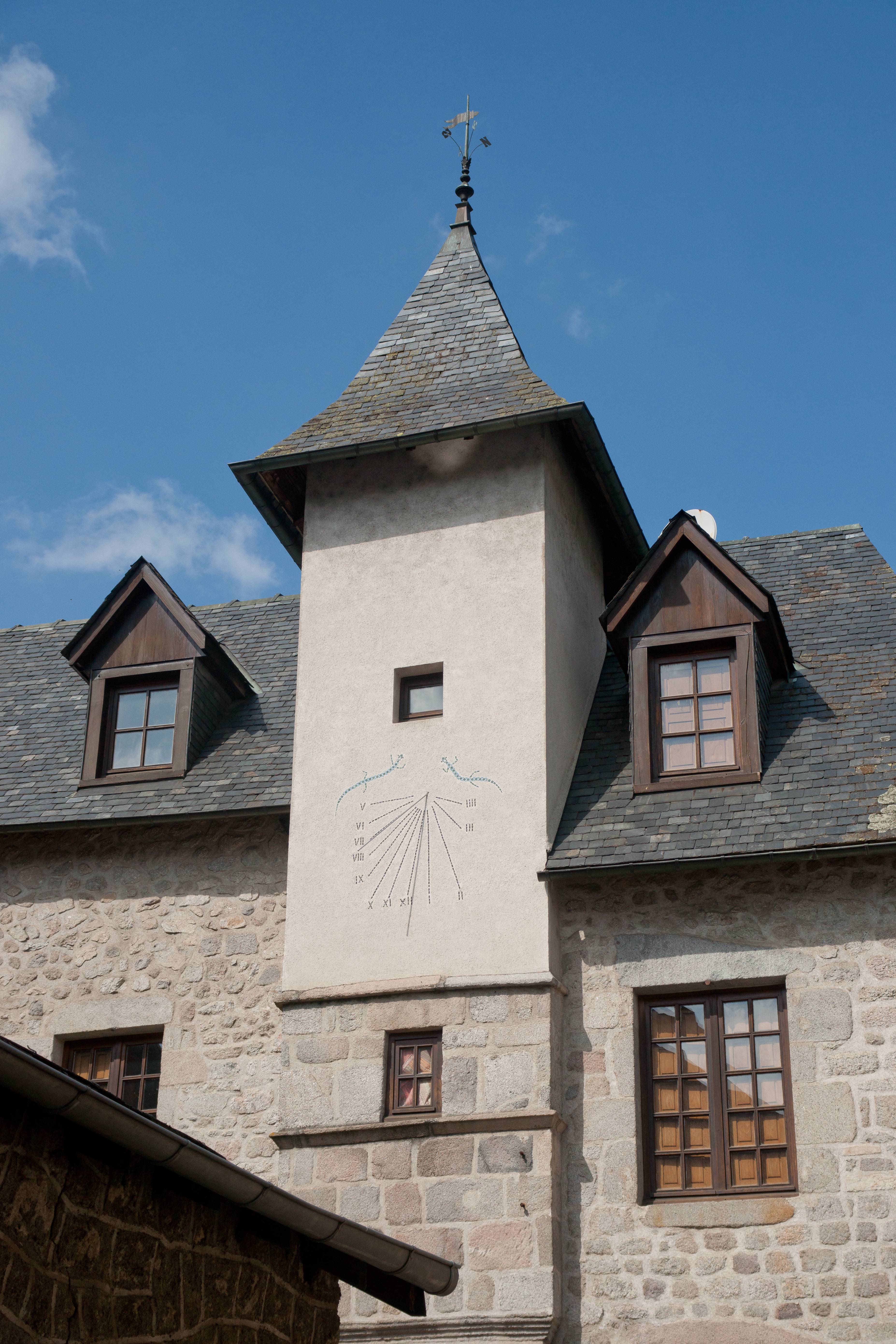
Rellotge de sol de paret al centre d'Ussel

L'origen d'Ussel es remunta a l'època gal·la (Edat del Ferro), quan el lloc de la Corresa formava part integrant de les civitates (ciutat o territori) dels lemovices. A més, el seu nom, com els seus homònims situats als departaments de Cantal, Lot i Allier, probablement prové del gal ∗uxello-, o ∗uxo-, que significa "alt" o "elevat", adjectiu que qualifica aquest lloc elevat situat entre Diège i Sarsonne o qualificant una divinitat celta coneguda sota el teònim d'Uxisama (vegeu Oisseau-le-Petit).
Aleshores el lloc va ser defensat per l’oppidum de Charlat també anomenat Camp du César · .
L'any 1371 Duguesclin visità Ussel.
Des del segle XVII fins al XVIII Ussel va ser una població dedicada a la carnisseria i les seves activitats derivades, entre les quals l'adoberia, que va donar el sobrenom de “pelauds” als seus habitants.
L'any 1944, en el moment del desembarcament de Normandia, la ciutat va viure la massacre d'Ussel. Una companyia del primer regiment de França estava estacionada a l'escola primària superior i una guarnició alemanya de 180 homes pertanyents al 95è regiment de seguretat a l'escola Jean-Jaurès. Aquesta guarnició estava formada principalment per joves reclutes de Reichenberg. Els alemanys, sentint-se amenaçats, es van posar sota la protecció del 1r Regiment de França.

## Demografia
| Evolució de la població |       |       |       |       |       |       |       |       |
| 1793                    | 1800  | 1806  | 1821  | 1831  | 1836  | 1841  | 1846  | 1851  |
| 3 007                   | 3 036 | 2 930 | 3 472 | 3 963 | 4 135 | 4 168 | 4 263 | 4 306 |

| 1856  | 1861  | 1866  | 1872  | 1876  | 1881  | 1886  | 1891  | 1896  |
| ----- | ----- | ----- | ----- | ----- | ----- | ----- | ----- | ----- |
| 4 022 | 3 874 | 4 029 | 3 830 | 4 231 | 4 534 | 5 252 | 4 832 | 4 843 |

| 1901  | 1906  | 1911  | 1921  | 1926  | 1931  | 1936  | 1946  | 1954  |
| ----- | ----- | ----- | ----- | ----- | ----- | ----- | ----- | ----- |
| 4 693 | 4 748 | 4 979 | 5 520 | 6 120 | 6 235 | 6 275 | 7 050 | 7 088 |

| 1962  | 1968  | 1975   | 1982   | 1990   | 1999   | 2006 | 2011 | 2016 |
| ----- | ----- | ------ | ------ | ------ | ------ | ---- | ---- | ---- |
| 7 655 | 8 218 | 10 664 | 11 765 | 11 448 | 10 753 | -    | -    | -    |

| 2019 | - | - | - | - | - | - | - | - |
| ---- | - | - | - | - | - | - | - | - |
| -    | - | - | - | - | - | - | - | - |

## Administració
| Període   | Identitat              | Partit |
| --------- | ---------------------- | ------ |
| -1884     | Louis Laumond          |        |
| 1934-1965 | François Var           | SFIO   |
| 1965-2001 | Henri Belcour          | RPR    |
| 2001-2008 | Laurent Chastagnol     | UMP    |
| 2008-2014 | Martine Leclerc        | PS     |
| 2014-2020 | Christophe Arfeuillere | UMP    |

## Agermanaments
- An Alre